# 索科利夫卡 (科索夫區)
48°17′22″N 24°59′32″E / 48.28944°N 24.99222°E

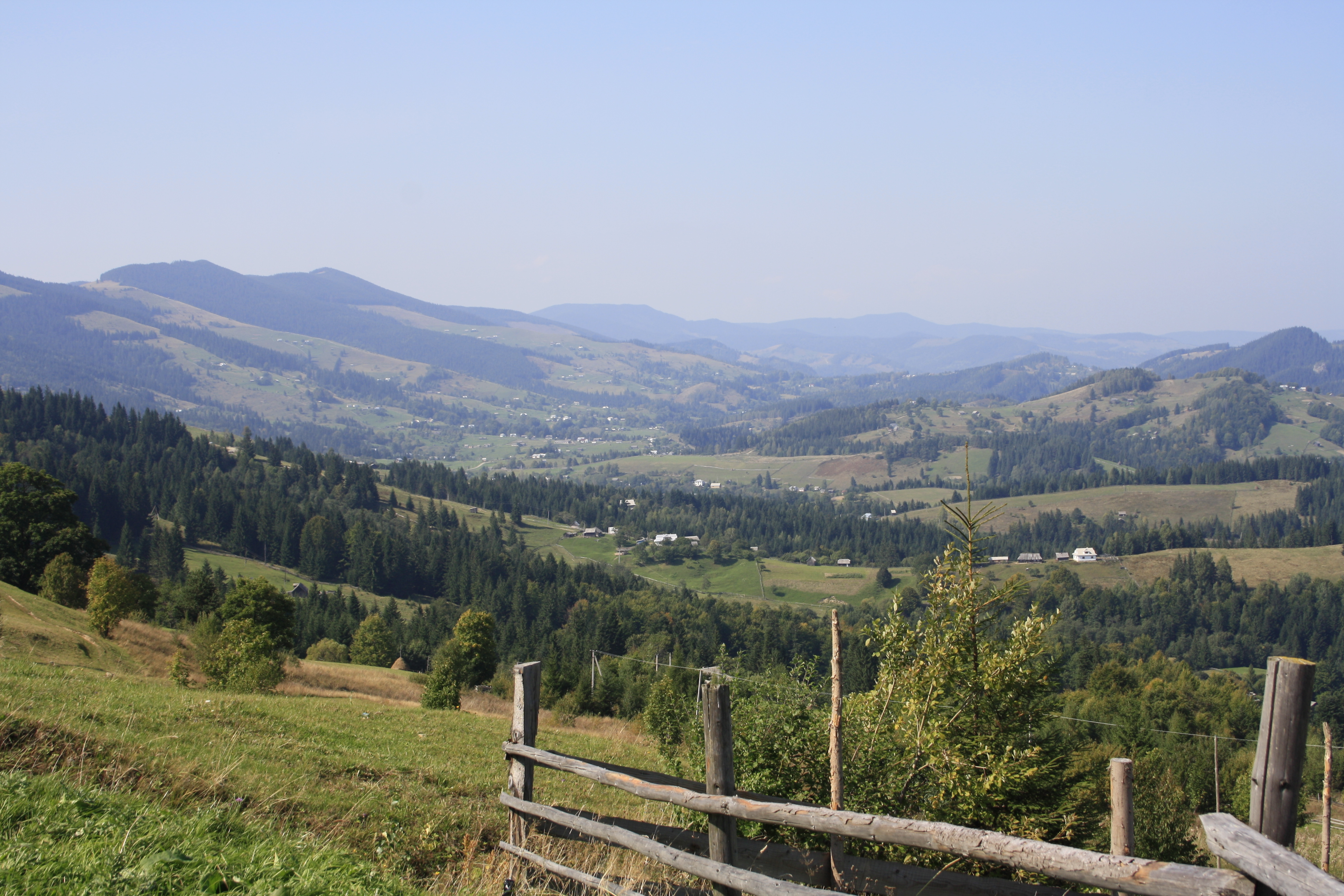

索科利夫卡（烏克蘭語：Соколівка），是烏克蘭的村落，位於該國西部伊萬諾-弗蘭科夫斯克州，由科索夫區負責管轄，處於里布尼齊亞河畔，面積16.91平方公里，2001年人口2,193。